# Peter Armitage
Peter Armitage (Huddersfield, 15 luglio 1924 – Huddersfield, 14 febbraio 2024) è stato uno statistico britannico, specializzato in statistica medica.

## Biografia
Dal 1961 al 1976 fu professore di statistica medica alla London School of Hygiene & Tropical Medicine, succedendo a Austin Bradford Hill. Divenne successivamente professore di biomatematica e poi professore di statistica applicata a Oxford e infine diresse il nuovo dipartimento di statistica. Andò in pensione nel 1990, anno in cui la Royal Statistical Society (di cui fu presidente dal 1982 al 1984) gli assegnò la Guy Medal in Gold.
Si dedicò alla ricerca sullo sviluppo dei metodi statistici nella sperimentazione medica in particolare e in medicina in generale.
Fu caporedattore della Encyclopedia of Biostatistics. Fu presidente della International Biometric Society, nonché della International Society for Clinical Biostatistics e della Royal Statistical Society.
Dal 1980 al 1984 fu editore di Biometrics.
Morì il 14 febbraio 2024 all'età di 99 anni.

## Pubblicazioni
- Sequential Medical Trials, 1960
- Statistical Methods in Medical Research, 1971
- Advances in Biometry (con H.A. David), 1996
- Purposes, Methods, Philosophies, 2004